# Maria und Natalia Petschatnikov
Maria und Natalia Petschatnikov (* 1973 in Leningrad) sind bildende Künstlerinnen und Zwillingsschwestern, die gemeinsam als Künstlerduo arbeiten.

## Leben
Sie wuchsen als Töchter einer Kindertheaterdirektorin und eines Filmproduzenten in  Leningrad auf. Die Sommerferien verbrachten sie meist im litauischen Pobaltis. Zeichnen und Malen lernten sie von 1978 bis 1984 in der Museumskunstschule für Kinder der Eremitage. Von 1990 bis 1991 besuchten sie Zeichenklassen an der dortigen Russischen Kunstakademie.
1991 verbrachten sie im Rahmen eines Studentenaustauschprogramms zwei Wochen am Rhode Island College (RIC) in Providence, an das sie 1992 von Russland zum Studium der Malerei wechselten. Durch das Nationale Studentenaustauschprogramm des RIC, das bis zu einem akademischen Studienjahr an einem College oder einer Universität in einem anderen Teil der USA ermöglicht, verbrachten sie ein Jahr in New York und studierten am Hunter College of The City University of New York. Im Jahr 1996 erhielten sie ihren Bachelor-of-Fine-Arts-Abschluss (BA) vom RIC. Ihr Graduiertenstudium der Malerei absolvierten sie von 1996 bis 1999 ebenfalls am Hunter College mit dem Abschluss Master of Fine Arts (MFA). Als Doktorandinnen nahmen sie während dieser Zeit 1998 an einem Austauschprogramm an der École nationale supérieure des beaux-arts de Paris teil, und absolvierten ein Praktikum am Metropolitan Museum of Art in New York.
1999 ließen sie sich in Hamburg nieder. Seit 2009/2010 leben und arbeiten sie in Berlin, haben aber bedingt durch ihre Teilnahme an zahlreichen Artist-in-Residence-Programmen zeitweise in weiteren europäischen Ländern gelebt, wie 2000/2001 in Frankreich, 2002 und 2005 in Spanien, 2004 in Irland, 2004 und 2008 in Norwegen, 2006 in Finnland und 2008 in Schottland.
2009 wurden sie mit dem Alexander Reznikov Award der Alexander Reznikov Collection ausgezeichnet.

## Werk
Zahlreiche ihrer Arbeiten entstanden nach Reisen oder bereits während der Aufenthalte im In- und Ausland im Zuge der Residence-Programme. Diese Reiseerfahrungen betrachten die Schwestern Petschatnikov für die Entwicklung ihrer Arbeit als grundlegend, da sie mit dem Blick von außen Besonderheiten der neuen Umgebung erfassen: „Unsere Kunst nimmt den Standpunkt eines Reisenden oder Außenseiters ein. Wenn wir die Perspektive eines Außenstehenden einnehmen, bemerken wir jene Dinge in der Umgebung, die für Insider oder Einheimische nicht mehr sichtbar sind“. Die Perspektive eines Fremden in fremden Ländern wurde ein wiederkehrendes Thema in ihren Kunstwerken.
Ihre Arbeiten bewegen sich zwischen Malerei, Plastik und Rauminstallation. Sie führen alle künstlerischen Projekte von der Planung bis zur Ausführung gemeinsam durch. Zuerst fertigen sie Fotografien an, die sie später als Skulptur oder Gemälde umsetzen. „In der Tradition des Realismus des 19. Jahrhunderts malen und zeichnen sie alltägliche Dinge und Situationen und bilden aus den verschiedensten Materialien dreidimensionale Objekte, die sie zu einer Gesamtinstallation verbinden, die die Unterscheidung von Malerei und Objekt durch zahlreiche Trompe l‘œil-Effekte verwischt“. „Einzelne Malereien können jedoch auch in die Gesamtinstallation integriert werden und verweisen so auf die Malerei als künstlerischen Ansatzpunkt. Dieser Bezug auf die Malerei unterscheidet sie von den meisten Installationen anderer Künstler“.
Wiederkehrendes Thema ihrer Werke sind die Reproduzierbarkeit, Kommunikation und die Urbanität, das heißt der städtische Raum mit seinen Facetten von Kultur, Freizeit und Arbeit. So finden sich Orte und Gegenstände wie U-Bahnen, Museen, Flohmärkte, Computer und Kontore verfremdet oder in neuem Zusammenhang in ihren Installationen wieder.

## Ausstellungen (Auswahl)
- 2022: Wyschywanka. Installation mit Arbeiten von 19 ukrainischen Künstlerinnen, Parlament der Bäume und Stiftung Berliner Mauer, Berlin
- 2019: Pobaltis. Animierter Dokumentarfilm und Installation, Litauisches Museum für Theater, Musik und Film, Vilnius
- 2019: Aufbrechen. Gruppenausstellung, Barlach Halle K, Hamburg
- 2017: 1000 Krähen. Ortsspezifische Installation aus 1000 Krähen auf dem abgeernteten Roggenfeld an der Kapelle der Versöhnung in der Bernauer Straße, Stiftung Berliner Mauer, Berlin[1][9]
- 2017: Das geheime Leben der Dinge. Museum Villa Rot, Burgrieden-Rot, Gruppenausstellung
- 2017: Gruppendynamik. Ortsspezifische Installationen, Bilder, Objekte, Stern-Wywiol Galerie, Hamburg, Einzelausstellung[6][8][10]
- 2017: Creatures. Ortsspezifische Installation, Ruine der Klosterkirche, Berlin[11][12]
- 2016: Collecting the City. Installation, Tempelhof-Museum, Alt-Mariendorf, Berlin, Einzelausstellung[1][13]
- 2016: Collecting the City. Bode-Museum, Berlin[1][14]
- 2015: Berlin & Berlin. Installation, Goethe-Institut St. Petersburg, Einzelausstellung[15]
- 2015: A Guide to Berlin. Goethe-Institut Straßburg, Einzelausstellung[16]
- 2015: 200 Ölbilder für den Kunstautomat. Jüdisches Museum Berlin[17]
- 2014: 200 Spatzenreliefs für den Kunstautomat. Jüdisches Museum Berlin[18]
- 2014: A Guide to Berlin. Installation, Universität Straßburg, Einzelausstellung[16]
- 2014: Dogs. Installation in der Galerie Weisser Elefant, Berlin, im Rahmen der Reihe HEIM_SPIEL des Frauenmuseums Berlin. Die Hunde wurden auf Berliner Straßen fotografiert, anschließend gemalt und dann im Maßstab 1:1 zu Plastiken modelliert.[8] Gruppenausstellung[19]
- 2014: Fliegende Gärten. Künstlerhaus Sootbörn, Hamburg, Gruppenausstellung
- 2014: Birds. Die lebensgroßen Vögel repräsentieren die drei in den Städten am häufigsten vorkommenden Arten Krähen, Tauben und Spatzen.[8] Flughafen Berlin-Tempelhof, Berlin, Kunst im öffentlichen Raum[20]
- 2011: Dreißig Silberlinge. Sammlung Haupt, Halle am Wasser, Berlin, Gruppenausstellung
- 2009: Get connected. Alexander Reznikov Award Gewinner Ausstellung, Künstlerhaus Wien
- 2008: km 500. Kunsthalle Mainz, Gruppenausstellung
- 2007: Wellness. Installation, Künstlerhaus Schloss Balmoral, Bad Ems, Einzelausstellung
- 2006: Mice and More. Installation, Kulturbahnhof Hamburg-Harburg, Hamburg[21]
- 2005: Public (Private) Property. Installation, Künstlerhaus Sootbörn, Hamburg, Einzelausstellung[22]
- 2004: Formal Garden. Process Room des Irish Museum of Modern Art, Dublin, Einzelausstellung
- 2003: Abbruch/Aufbruch Speicherstadt, Hamburg, Ausstellung zum Architektursommer, Gruppenausstellung
- 2002: Sinnspiel-Spielsinn. KX. Kunst auf Kampnagel, Hamburg
- 2000: Growing Painting. Ortsspezifische Installation, Zeisehallen, Hamburg
- 1999: Zabriskie Gallery, New York, Gruppenausstellung
- 1998: Paris Paintings. Mikhailovsky Palace, Russisches Museum, St. Petersburg[2]
- 1997: Paintings and Prints. Metropolitan Museum of Art, New York, Gruppenausstellung[2]

## Stipendien (Auswahl)
- 2017: Produktionsstipendium der Stiftung Zurückgeben, Berlin (Stiftung, die Projekte von Künstlerinnen und Wissenschaftlerinnen jüdischer Herkunft oder jüdischen Glaubens, die in Deutschland leben, fördert),[23] für ihren animierten Dokumentarfilm Pobaltis, der unter Verwendung alter Familienaufnahmen und animierter Aquarelle eine Reise an den Ferienort der Künstlerinnen in ihrer Kindheit im litauischen Pobaltis dokumentiert.[1][3]
- 2012: Stiftung Kunstfonds, Bonn, Arbeitsstipendium
- 2009: Berufsverband Bildender Künstler*innen Berlin, Studiostipendium des Berliner Senats,[4] achtjähriges Atelierstipendium[1]
- 2008: Nordic Artists' Centre, Dale, Norwegen, Artist-in-Residence-Programm
- 2008: Scottish Sculpture Workshop, Lumsden, Schottland, Artist in Residence-Programm
- 2007: Künstlerhaus Schloss Balmoral, Bad Ems, Artist in Residence-Programm
- 2006: Atelje Stundars, Vaasa, Finnland, Artist in Residence-Programm
- 2005: Can Serrat International Art Center, Barcelona, Spanien, Internationales Residenzprogramm
- 2004: Nordic Artists' Centre, Dale, Norwegen, Artist in Residence-Programm
- 2004: Irish Museum of Modern Art, Dublin, Irland, Artist in Residence-Programm
- 2003: Atelierstipendium des Vereins Künstler zu Gast in Harburg, Hamburg
- 2002: Fundaciòn Valparaiso, Mojacar, Spanien, Artist in Residence-Programm
- 2002: Hamburgische Kulturstiftung, Robert Bosch Stiftung, Hamburg, Sinnspiel-Spielsinn Ausstellung
- 2002: Interkulturelle Projekte, Behörde für Kultur und Medien, Hamburg, Die Brücke, Public Art Project
- 2001: Hamburgische Kulturstiftung, Hamburg, Interkulturelles Festival Eigenarten
- 2000/2001: Ateliers d'Artistes de la Ville de Marseille, Frankreich, Artist in Residence-Stipendium[2]
- 1998: Hunter College of the City University of New York, New York, Studienaustauschprogramm
- 1998: Memorial Foundation for Preservation of Jewish Culture, New York, Fellowship Grant. Projekt: Family Portraits